# Cicadella viridis
La cicalina verde (Cicadella viridis (Linnaeus, 1758))  è un insetto rincote appartenente alla sottofamiglia Cicadellinae della famiglia Cicadellidae.

## Descrizione
I maschi adulti di Cicadella viridis possono raggiungere una lunghezza di 5,7-7 millimetri, ma le femmine sono molto più grandi, raggiungendo i 7,5-9 millimetri. Il loro pronoto e scutello sono verdi e gialli. La parte anteriore della testa è giallo pallido, con due macchie nere vicino agli occhi composti. Le ali anteriori sono di colore verde turchese nelle femmine, blu o bluastro scuro nei maschi (dimorfismo sessuale). L'addome è nero-bluastro. Le larve sono giallastre e hanno due strisce brune che vanno dalla testa all'estremità dell'addome.

## Distribuzione e habitat
Questa specie è presente nella maggior parte dell'Europa, nell'ecozona paleartica orientale, nel Vicino Oriente, nell'ecozona neartica e nell'ecozona indomalese. Queste cicaline abitano aree erbose, torbiere e paludi, prati umidi, vicino a paludi o in ambienti paludosi, ma talvolta vivono anche in zone più aride.

## Biologia
Le cicaline adulte si possono incontrare principalmente da luglio a ottobre. Questi insetti sono polifagi, si nutrono infatti della linfa di varie specie di piante erbacee, principalmente Juncus effusus (Juncaceae), Carex e Scirpus sylvaticus (Cyperaceae), Holcus mollis (Poaceae), Galium palustre (Rubiaceae) e varie specie di Fabaceae. Cicadella viridis può avere una o più generazioni all'anno. Nelle parti più fredde d'Europa c'è una generazione all'anno, nelle parti più calde due e in alcune regioni anche tre generazioni. Nel clima temperato dell'Europa, le femmine depongono le uova a fine agosto - inizio novembre. Questa specie sverna allo stadio di uovo, e le ninfe compaiono in primavera. La trasformazione delle ninfe in adulti avviene a giugno o a luglio. Le cicaline verdi sono predate principalmente dai ragni (come Parasteatoda tepidariorum, Dolomedes fimbriatus, Tetragnatha extensa). Possibili parassiti sono diverse specie della famiglia Dryinidae. Inoltre diversi parassitoidi della famiglia Mymaridae (specie Anagrus) depongono le uova nelle uova di queste cicaline.